# محمد ربيع صقر
محمد ربيع صقر، لاعب كرة قدم قطري ، من مواليد 24 يناير 1998. يلعب حاليا مع نادي معيذر.

## مسيرة اللاعب
لعب في نادي السيلية ونادي الخريطيات ونادي مسيمير ونادي البدع ونادي معيذر.